# Medizinische Fakultät des Kollegs Kaunas

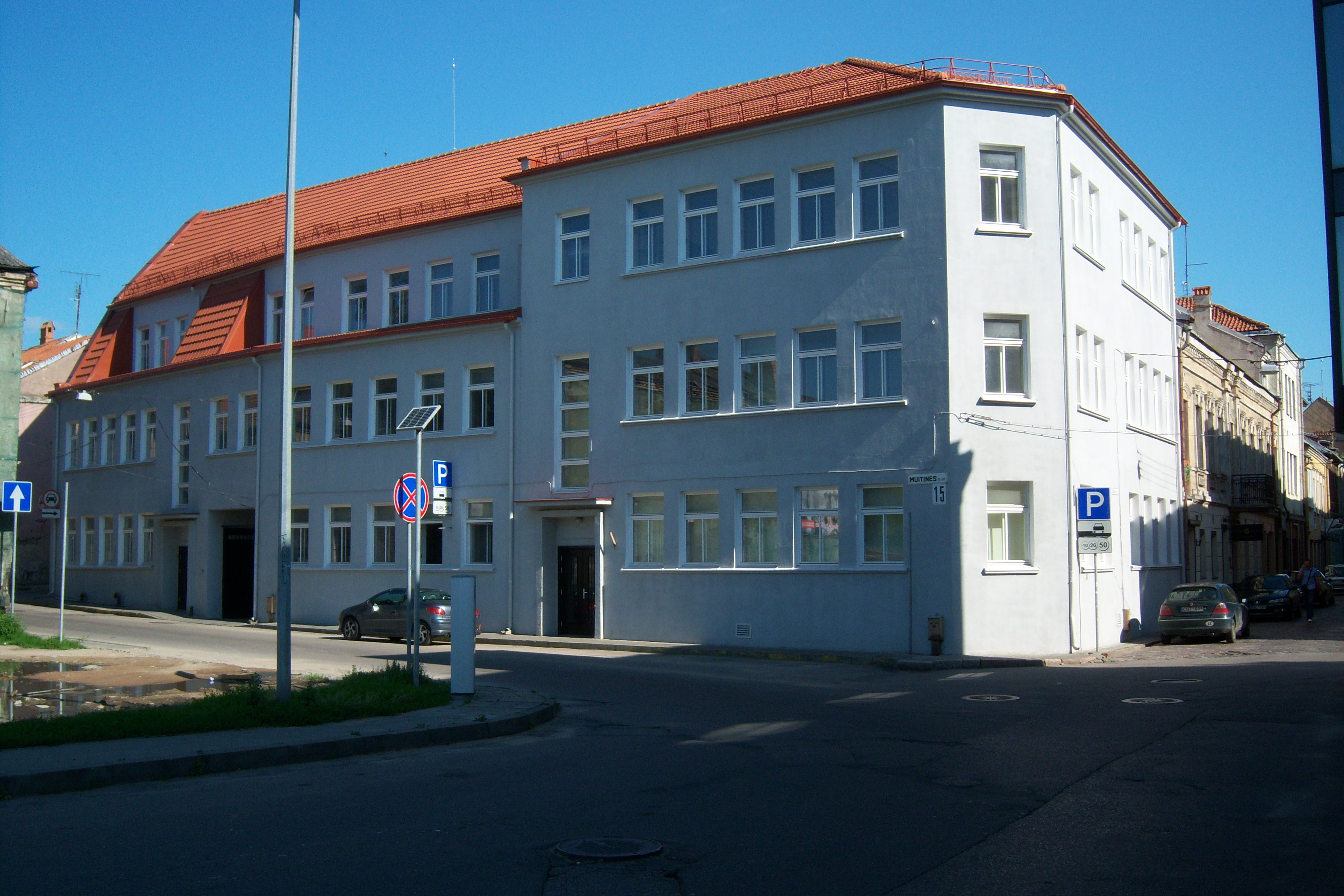
Fakultät

Die Medizinfakultät des Kollegs Kaunas ist eine Medizinfakultät von Kolleg Kaunas, ehemalige Höhere Schule für Medizin Kaunas.

## Leitung
- Dekan (seit 1990 Direktor der Medizinschule):  Julius Dovydaitis
- Prodekanin: Danguolė Grūnovienė
- Leiter für Studium
- Leiter für praktische Bildung
- Projektkoordinator

## Geschichte
1920 gründete Professor der Medizin an Pranas Mažylis  in Kaunas kurzzeitige Kurse für Geburtshelfer und zweijährige Kurse für barmherzige Schwestern des Litauischen Roten Kreuzes. 1932 gründete man die Schule für barmherzige Schwestern und Staatliche Schule für Geburtshelfer. Bis 1940 wurden 765 Geburtshelferinnen und von 1920 bis 1941 insgesamt 630 barmherzige Schwestern vorbereitet. 1941 gründete man die Schule für Krankenpfleger Kaunas und von  1946 bis 1951 die Republikschule für Geburtshelfer-Hebammen und die Schule für Kranken Schwestern, später daran auch eine Zahntechnikerschule. Von  1958 bis 1962 gab es Abteilungen für Präsenz-, Abend- und Fernstudium.
Aus beiden Schulen   reorganisierte man 1958 die Republikmedizinschule Kaunas. 1971 wurde der Name von P. Mažylis erteilt.  1991 wurde sie zur höheren Medizinschule Kaunas. 1994 gründete man modernstes litauisches Zahntechnik-Labor.
Seit 2001 gehört sie dem Kolleg Kaunas. Zuerst gab es Zentrum für Studium der Medizin und Sozialwissenschaften und ab 2007 Fakultät für Gesundheitspflege. Seit 2012 ist sie  Medizinische Fakultät.

## Struktur
- Lehrstuhl für   Biomedizin-Diagnostik
- Lehrstuhl für Mund- und  Zahnpflege
- Lehrstuhl für Farmakotechnik
- Lehrstuhl für Kosmetologie
- Lehrstuhl für Rehabilitation
- Lehrstuhl für Pflege
- Lehrstuhl für Sozialarbeit

## Partner
VšĮ Respublikinė Kauno ligoninė, VšĮ Kauno klinikinė ligoninė, VšĮ „Kauno slaugos ligoninė“, Altenheim Panemunė, Sozialpflegehaus Vilijampolė, Zentrum für Sozialdienste der Rajongemeinde Jonava, Station der medizinischen Nothilfe, Polikliniken in Šančiai, Kalniečiai, Dainava.